# 시방기 조시
시방기 조시 (1998년 5월 18일 출생)는 힌디어 TV 작업으로 가장 잘 알려진 인도 여배우이다. 인도에서 가장 높은 유료 TV 여배우 중 한 명 Joshi는 Yeh Rishta Kya Kehlata Hai 에서 Naira Singhania Goenka의 캐릭터를 연기한 것으로 널리 알려져 있다. 그녀는 ITA 상과 3개의 금상을 포함하여 수많은 상을 받았다.

## 참고자료
1. ↑  “The television actress turns 26 today, so to mark the occasion her Barsatein Mausam Pyaar Ka co-star Kushal ...”. 《NDTV》. 2024년 5월 18일. 2024년 11월 16일에 확인함.
2. ↑  “Highest Paid Television Actresses”. 《DNA India》 (영어). 2023년 8월 12일. 2024년 8월 12일에 확인함.
3. ↑  “Check out 10 facts about television star Shivangi Joshi”. 《Pinkvilla》. 2022년 6월 22일. 2022년 6월 25일에 원본 문서에서 보존된 문서. 2022년 7월 18일에 확인함.